# NGC 6229
NGC 6229 (другое обозначение — GCL 47) — шаровое скопление в созвездии Геркулес.
Этот объект входит в число перечисленных в оригинальной редакции «Нового общего каталога».